# Chegarka
La Chegarka (en russe : Шегарка) est une rivière de Russie qui coule dans les oblasts de Novossibirsk et de Tomsk en Sibérie occidentale. C'est un affluent direct de l'Ob en rive gauche.

## Géographie
La Chegarka prend sa source dans la partie des marais de Vassiougan située au nord-est de l'oblast de Novossibirsk, non loin de la limite de l'oblast de Tomsk, à une quarantaine de kilomètres au sud-est des sources de la rivière Om (affluent de l'Irtych). Elle franchit très tôt la limite du territoire de l'oblast de Tomsk, puis coule globalement en direction du nord-est. Après un parcours de 382 kilomètres dans la taïga marécageuse du sud de l'oblast de Tomsk, elle conflue avec le fleuve Ob à Iegorova.

## Gel et navigabilité
La rivière est prise dans les glaces depuis la seconde quinzaine d'octobre ou la première de novembre jusqu'à fin avril-début mai.
En dehors de cette période, elle est navigable sur 214 kilomètres, à partir de son embouchure.

## Hydrométrie - Les débits à Babarykino
Le débit de la Chegarka a été observé sur une période de 46 ans (durant les années 1953-2000), à Babarykino, localité située à 177 kilomètres en amont de son embouchure dans l'Ob . 
La Chegarka est une rivière assez peu abondante. Le module de la rivière à Babarykino est de 15,9 m3/s pour une surface prise en compte de 8 190 km2, ce qui correspond à plus ou moins 68 % du bassin versant de la rivière qui en compte 12 000. La lame d'eau écoulée dans ce bassin se monte ainsi à 61 millimètres annuellement, ce qui peut être qualifié de médiocre. 
La Chegarka présente les fluctuations saisonnières classiques des cours d'eau issus des marais de Vassiougan, au centre-sud de la grande plaine de Sibérie occidentale. De fortes crues se déroulent au printemps, de la mi-avril à la mi-juin (avec un maximum en mai) et résultent de la fonte des neiges. Dès le mois de juin, le débit diminue rapidement et cette baisse accélérée se poursuit en juillet. Puis le débit continue à décroître, mais très progressivement, jusqu'à la fin de l'automne. Fin octobre ou début novembre survient l'hiver sibérien, ses neiges et ses gelées ; la rivière présente alors sa période de basses eaux ou étiage, période allant de novembre à début mars inclus. 
Le débit moyen mensuel observé en février (minimum annuel d'étiage) atteint 2,44 m3/s, ce qui représente moins de 3 % du débit moyen du mois de mai (88,0 m3/s). L'amplitude des variations saisonnières peut être qualifiée de fort élevée, même dans le contexte du bassin de l'Ob caractérisé par des écarts souvent fort importants. Sur la période d'observation de 46 ans, le débit mensuel minimal a été de 0,81 m3/s en février 1986, tandis que le débit mensuel maximal s'est élevé à 300 m3/s en mai 1986.